# Neuhausen am Rheinfall
Neuhausen am Rheinfall é uma cidade e comuna da Suíça, no cantão de Schaffhausen, com cerca de dez mil habitantes. Estende-se por uma área de 7,98 km², tendo uma densidade populacional de cerca de 1.280 hab/km². Confina com as seguintes comunas: Beringen e Schaffhausen, do cantão de Schaffhausen; Flurlingen e Laufen-Uhwiesen, do cantão de Zurique; e Guntmadingen e Jestetten, da Alemanha.
A cidade é banhada pelo rio Reno, sendo uma das poucas comunas suíças situadas a norte deste curso fluvial. São famosas as cascatas do rio Reno, situadas em Neuhausen am Rheinfall.
A língua oficial nesta comuna é o Alemão; não obstante, esta língua é geralmente utilizada apenas na expressão escrita, sendo a comunicação oral quotidiana feita em dialecto Suíço-alemão.

## Designação
O nome oficial da cidade é Neuhausen am Rheinfall; contudo, porque não existe perigo de confusão no contexto suíço, é vulgar encontrar o nome abreviado Neuhausen (nome em alemão) ou Neuhüuse (nome em suíço-alemão).
Em textos escritos em língua estrangeira, o nome alemão (Neuhausen am Rheinfall) é respeitado sem tradução. Em português, este nome significa casas novas perto das cascatas do Reno - contudo, qualquer referência à cidade deve respeitar o nome alemão original, sem tradução.

## História
As cascatas do Rio Reno, como obstáculo natural à navegação fluvial, propiciaram a presença humana na região de Neuhausen am Rheinfall desde tempos remotos: já no período Neolítico era o território que agora constitui a comuna atravessado por numerosas vias de comunicação. No período de domínio romano, existiu um ponto de transbordo nas cascatas do Reno, facilitando a transfega de pessoas e bens.
As primeiras referências documentais a uma localidade denominada Niuhusen datam do princípio do século X, sendo aceite pelas autoridades comunais que Neuhausen am Rheinfall terá sido fundada no ano de 910.
Durante a Idade Média, o território de Neuhausen foi um couto do convento de Allerheiligen (localizado em Schaffhausen), que terá utilizado o território sobretudo para vinicultura. Em 1529, no entanto, toda a região foi reformada, e os coutos - incluindo Neuhausen - sujeitos à administração civil de Schaffhausen, que transformou Neuhausen num bailio.
Em 1831, na sequência da restauração da confederação suíça, o cantão de Schaffhausen aprovou a sua constituição cantonal, que conferia a Neuhausen am Rheinfall o estatuto de comuna. Inicialmente administrada por democracia directa (através de uma assembleia comunal), a cidade adoptou em 1923 o sistema de democracia representativa, com a eleição regular de um parlamento comunal.
Neuhausen am Rheinfall foi, até ao século XIX, um povoado muito pequeno e fundamentalmente rural. A população subsistia da agricultura, da vinicultura e da pesca, complementando as suas fontes de rendimento com os transbordos necessários para ultrapassar as cascatas. Contudo, os últimos duzentos anos transformaram a cidade num centro industrial, que fomentou também o crescimento demográfico. É aceite que o processo de industrialização se iniciou em 1810, quando Johann Georg Neher criou em Neuhausen uma empresa metalúrgica. Esta empresa estaria na génese da indústria do alumínio, crucial para a economia regional durante o século XIX e grande parte do século XX.
Não muito depois, em 1853, era construída uma fábrica de vagões ferroviários. Esta indústria transformar-se-ia mais tarde na Schweizerische Industrie-Gesellschaft (SIG), que iria tornar Neuhausen uma cidade de referência na indústria ferroviária, durante grande parte do século XX.

## Geografia
A comuna de Neuhausen am Rheinfall integra-se no cantão de Schaffhausen, na margem direita (Norte) do rio Reno, sendo uma das poucas comunas suíças em tal situação. Ocupa uma superfície de 7,98 km², dos quais 3,91 km² estão reservados a utilização rústica; a restante área é ocupada por utilizações urbanas.
O relevo da comuna é acidentado, constituído por colinas de pequeno desnível e reduzido declive - embora nas margens do Reno se encontrem, por vezes, declives muito acentuados. A orografia de Neuhausen am Rheinfall é fortemente influenciada pelo rio Reno, que, seguindo pelo menos três cursos diferentes ao longo dos tempos geológicos, moldou decisivamente o terreno.
A cidade desenvolve-se a cerca de quatrocentos metros acima do nível do mar. Um dos pontos mais baixos da cidade é a estação ferroviária da rede SBB, que está a 397 m acima do nível do mar; em oposição, um dos pontos mais altos é a estação ferroviária da rede DB, situada a 439,9 m acima do nível do mar. O ponto mais alto da comuna é o miradouro de Galgenbuck, a exactamente 500 m de altitude.

## Demografia
| Proveniência                  | #    | %     |
| ----------------------------- | ---- | ----- |
| Suíça (naturais de Neuhausen) | 1686 | 16,5% |
| Suíça (outras comunas)        | 4799 | 47,0% |
| Alemanha                      | 659  | 6,5%  |
| Itália                        | 527  | 5,2%  |
| Macedônia do Norte            | 525  | 5,1%  |
| Sérvia e Montenegro           | 314  | 3,1%  |
| Kosovo                        | 292  | 2,9%  |
| Turquia                       | 215  | 2,1%  |
| Croácia                       | 186  | 1,8%  |
| Sérvia                        | 133  | 1,3%  |
| Bósnia e Herzegovina          | 112  | 1,1%  |
| Portugal                      | 104  | 1,0%  |
| outras origens                | 662  | 6,5%  |

O desenvolvimento industrial que a comuna de Neuhausen am Rheinfall atravessa, desde meados do século XIX, justifica o acelerado crescimento demográfico da comuna, nestes últimos dois séculos.
Em 1800, na comuna contavam-se apenas 206 habitantes, mas em cinquenta anos a população mais do que quadruplicou, atingindo os 922 em 1850. Outros cinquenta anos volvidos, e por 1900 já podia contar-se 3905 residentes, número que aumentou para 7969 em 1950, atingindo os 12103 em 1970.
O final do século XX trouxe algum declínio económico à comuna, que se reflectiu na demografia: ao virar do milénio, a população havia decrescido para 9959 habitantes. Contudo, o século XXI trouxe consigo a recuperação da pujança empresarial de Neuhausen, tornando a comuna um local novamente atractivo e levando-a a superar, uma vez mais, os dez mil habitantes.
A 30 de Novembro de 2010, contavam-se 10.214 residentes em Neuhausen am Rheinfall, de origens e proveniências diversas, conforme tabela junto.

## Transportes

### Rodoviários

#### Infra-estrutura rodoviária
Neuhausen am Rheinfall é servida indirectamente pela auto-estrada A4 (fronteira alemã - Schaffhausen - Zurique - Schwyz - Altdorf). Os nós de acesso mais próximos são Schaffhausen Süd, a cerca de 2 km; e Flurlingen a cerca de 3,5 km. O nó de Uhwiesen, marcado com a indicação turística Rheinfall, permite o acesso às cascatas (mas não à cidade) pela margem oposta a Neuhausen am Rheinfall.
A comuna é igualmente atravessada pelas estradas nacionais H4 (fronteira alemã - Schaffhausen - Zurique - Lucerna - H6), H13 (fronteira alemã - Schaffhausen - Kreuzlingen - Rorschach - fronteira austríaca) e H14 (fronteira alemã - Schaffhausen - Frauenfeld - Romanshorn).

#### Transportes públicos rodoviários
Dois serviços de transportes públicos rodoviários servem a comuna de Neuhausen am Rheinfall. O Verkerhrsbetriebe Schaffhausen, vocacionado para as malhas urbanas de Schaffhausen e Neuhausen, tem três linhas (1, 6 e 7) servindo a cidade; O Schaffhausen Bus, vocacionado para o transporte regional entre a capital cantonal e as comunas periféricas, serve Neuhausen com a sua linha 21.

### Ferroviários
Um total de três vias ferroviárias servem a comuna de Neuhausen am Rheinfall. As linhas Schaffhausen - Zurique, via Bülach e Schaffhausen - Zurique, via Winterthur são exploradas pela SBB, cujos serviços regionais, parando na estação de Neuhausen SBB, ligam a comuna a uma variedade de destinos. A linha Schaffhausen - Basileia é explorada pela DeutscheBahn, que oferece um serviço regional entre Erzingen (na Alemanha) e Schaffhausen, com paragem na estação de Neuhausen DB.

### Fluviais
Apesar de localizada nas margens do rio Reno, Neuhausen am Rheinfall não dispõe de nenhum serviço de transportes fluviais; existe, contudo um serviço sasonal de passeios turísticos no rio e nas proximidades das cascatas.

### Aéreos
Os aeroportos internacionais mais próximos de Neuhausen am Rheinfall são Zurique, aproximadamente a 34 km de distância, Basileia, a cerca de 100 km, e Estugarda, sensivelmente a 170 km. O aeroporto de Friedrichshafen, localizado a cerca de 90 km, oferece ligações regulares para várias cidades alemãs e sasonais para diversos destinos turísticos.